# Liolaemus multiformis
Liolaemus multiformis — вид ігуаноподібних ящірок родини Liolaemidae. Мешкає в Болівії і Перу.

## Поширення і екологія
Liolaemus multiformis відомі за кількома зразками, зібраними в Андах на півдні Перу і заході Болівії.